# 拉佩尔什 (洛特-加龙省)
拉佩尔什（法語：Laperche，法語發音：[lapɛʁʃ]）是法国洛特-加龙省的一个市镇，属于马尔芒德区。

## 地理
拉佩尔什（44°32'20"N, 0°24'51"E）面积8.42 平方千米，位于法国新阿基坦大区洛特-加龍省，该省份为法国西南部内陆省份，北起多爾多涅省，西接吉倫特省和朗德省，南至热尔省，东临塔恩-加龙省和洛特省。
与拉佩尔什接壤的市镇（或旧市镇、城区）包括：拉韦涅、阿尔米亚克、圣巴泰勒米达日奈、通布伯夫、图尔特雷斯。

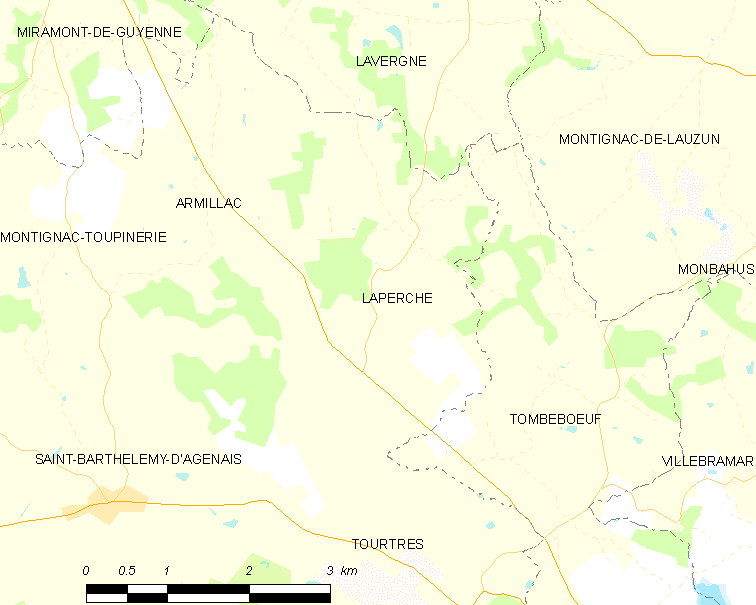
的OSM定位图

拉佩尔什的时区为UTC+01:00、UTC+02:00（夏令时）。

## 行政
拉佩尔什的邮政编码为47800，INSEE市镇编码为47136。

## 政治
拉佩尔什所属的省级选区为德罗河谷县。

## 人口

1962-2008年间人口变化图示

拉佩尔什于2022年1月1日时的人口数量为141人。